# Gestión del talento
La gestión del talento se refiere al proceso que desarrolla e incorpora nuevos integrantes a la fuerza laboral y que, además, retiene a un recurso humano existente. La gestión del talento busca básicamente destacar a aquellas personas con un alto potencial, entendido como talento, dentro de su puesto de trabajo; además, retener, y atraer, a aquellas personas con talento será una prioridad.  El término fue acuñado por David Watkins de Softscape y publicado en un artículo en 1998. El proceso de atraer y de retener a colaboradores productivos se ha tornado cada vez más competitivo entre las empresas y tiene más importancia estratégica de la que muchos creen; se ha llegado a convertir en una "guerra por el talento" y aún más en una etapa donde la competencia entre empresas es muy dura ("por qué no ser el mejor si podemos serlo").

## Historia
La gestión del talento es un proceso que surgió en los años 90 y se continúa adoptando por empresas que se dan cuenta de que lo que impulsa el éxito de su negocio es el talento y las habilidades de sus empleados. Las compañías que han puesto la gestión del talento en práctica lo han hecho para solucionar el problema de la retención de empleado. El tema es que muchas organizaciones hoy en día, hacen un enorme esfuerzo por atraer empleados a su empresa, pero pasan poco tiempo en la retención y el desarrollo del mismo. Un sistema de gestión del talento a la estrategia de negocios requiere incorporarse y ejecutarse en los procesos diarios a través de toda la empresa. No puede dejarse en manos únicamente del departamento de recursos humanos la labor de atraer y retener a los colaboradores, si no que debe ser practicado en todos los niveles de la organización teniendo en cuenta también el plan estratégico de la organización. La estrategia de negocio debe incluir la responsabilidad de que los gerentes y supervisores desarrollen a sus subalternos inmediatos. Las divisiones dentro de la compañía deben compartir abiertamente la información con otros departamentos para que los empleados logren el conocimiento de los objetivos de la organización en su totalidad. Las empresas que se enfocan en desarrollar su talento integran planes y procesos para dar seguimiento y administrar el talento utilizando lo siguiente:
· Buscar, atraer y reclutar candidatos calificados con formación competitiva
· Administrar y definir sueldos competitivos
· Generar pertenencia e identidad basados en el clima organizacional.
· Procurar oportunidades de capacitación y desarrollo
· Establecer procesos para manejar el desempeño
· Tener en marcha programas de retención
· Administrar ascensos y traslados
. Definir y alinear el talento de la compañía con su plan estratégico de medio y largo plazo

## La gestión delcapital humano
La Gestión del talento humano también es conocida como Gestión del capital humano, Sistema de Información del Recurso Humano o Sistemas de Gestión de Recursos Humanos o módulos de Recursos Humanos. Este abordaje del manejo del recurso humano busca no sólo emplear al personal más calificado y valioso, si no también hacer énfasis en la retención. Como el reclutamiento y la selección es muchas veces es costosa para una empresa, es importante colocar al individuo en una posición donde sus habilidades sean óptimamente utilizadas.
La globalización, el permanente cambio del contexto y la valoración del conocimiento, le dan al talento humano en estos tiempos una concepción de "indispensable" para lograr el éxito de una organización. Se han comenzado a considerar el talento humano como su capital más importante y la correcta administración de los mismos como una de sus tareas decisivas, las personas constituyen el principal activo de la organización.

## El uso actual de la Gestión del Talento
El término, “gestión del talento” significa diversas cosas para distintas organizaciones. Para algunos es gerenciar a individuos de alto-valor o “muy capaces,” mientras que para otros, es cómo se maneja el talento en general - es decir se trabaja bajo el supuesto que toda persona tiene algo de talento que requiere ser identificado y liberado. Desde la perspectiva de la gestión del talento, las evaluaciones del desempeño tratan con dos temas importantes: el rendimiento y el potencial. El rendimiento actual del empleado ceñido a un trabajo específico ha sido siempre la herramienta estándar que mide la productividad de un empleado. Sin embargo, la gestión del talento también busca enfocarse en el potencial del empleado, lo que implica su desempeño futuro si se fomenta el desarrollo apropiado de habilidades.
Los aspectos principales de la gestión del talento dentro de una organización deben siempre incluir:
· La gestión del desempeño
· El desarrollo del liderazgo
· La planificación de los recursos humanos/identificar las brechas de talento
· El reclutamiento
· Las estrategias para motivar al talento humano
Dicho término de la gestión del talento se asocia generalmente a las prácticas de recursos humanos basadas en la gestión por competencias. Las decisiones de la gestión del talento se basan a menudo en un sistema de competencias organizacionales claves y en competencias inherentes al cargo. El sistema de competencias puede incluir conocimiento, habilidades, experiencia y rasgos personales (demostrados por comportamientos definidos). Los modelos más antiguos de competencias también incluían cualidades que raramente predicen el éxito (por ejemplo, la educación, la antigüedad, y factores de diversidad que hoy son considerados discriminatorios o poco ético dentro de organizaciones).
Importancia de la gestión del talento humano
La importancia de la Gestión del Talento Humano (GTH) radica en su papel esencial para asegurar el éxito y la sostenibilidad de las organizaciones. A continuación, algunos de los principales aspectos que subrayan su relevancia:
1. Alineación con los Objetivos Estratégicos
La GTH garantiza que los empleados estén alineados con la visión y los objetivos de la organización. Esto permite que el personal trabaje en la misma dirección, contribuyendo al cumplimiento de metas a corto y largo plazo.
2. Mejora de la Productividad
Una gestión efectiva del talento humano asegura que los empleados estén bien capacitados y motivados para realizar su trabajo. Esto se traduce en un aumento de la eficiencia y productividad, lo que impulsa el rendimiento global de la empresa.
3. Atracción y Retención del Talento
Las empresas que priorizan la GTH logran atraer y retener a los mejores talentos. Ofrecer un entorno de trabajo positivo, oportunidades de desarrollo y un sistema de compensación competitivo ayuda a reducir la rotación y a mantener a los empleados comprometidos.
4. Desarrollo del Potencial de los Empleados
La capacitación continua y el desarrollo profesional son esenciales para mantener la competitividad en el mercado. La GTH permite identificar habilidades clave y áreas de mejora, fomentando el crecimiento tanto individual como colectivo.
5. Fomento de la Innovación y Creatividad
Una gestión que promueve la diversidad e inclusión crea un entorno donde las ideas frescas y diferentes puntos de vista son valorados. Esto impulsa la innovación y permite que las empresas se adapten mejor a los cambios del mercado.
6. Mejora del Clima Organizacional
Un buen manejo del talento humano contribuye a generar un ambiente de trabajo positivo y colaborativo, donde los empleados se sienten valorados y escuchados. Esto reduce el estrés, mejora el bienestar y aumenta la satisfacción laboral.
7. Sostenibilidad y Adaptabilidad
Las organizaciones con una gestión de talento eficaz están mejor equipadas para enfrentar cambios y desafíos, como fluctuaciones en el mercado o la transformación digital. Los empleados que se desarrollan constantemente son más adaptables, lo que refuerza la resiliencia de la empresa.

## El mercado del talento
Un mercado del talento es una estrategia de la capacitación y desarrollo del empleado que se establece en una organización. Es de mayor beneficio para empresas en que el empleado más productivo puede escoger los proyectos y las asignaciones que son las más ideales para el empleado en particular. Un sitio ideal es aquel en la productividad particulares de cada individuo (administración de proyectos o conocimiento destacado en un campo en particular) con la tarea a realizarse. Los ejemplos de las compañías que implementan la estrategia del mercado del talento son American Express e IBM.
En las condiciones económicas actuales, muchas compañías han sentido la necesidad de bajar costos. Éste debe ser el ambiente ideal para ejecutar un sistema de gestión del talento como medio para optimizar el rendimiento de cada empleado y de la organización. Sin embargo, dentro de muchas compañías el concepto de la gestión del capital humano apenas empieza a desarrollarse. “En realidad, solo un 5% de las empresas dicen que tienen una estrategia de gestión del talento y programas operativos en ejecución.
La Gestión del Talento es sin duda un elemento atractivo de trabajar para los desarrolladores de soluciones de software. Entre las soluciones que se comercializan hoy en día se cuentan con Success Factors, Oracle, Meta4, Payroll, BNovus, Acsendo, Taleo, etc.

## Lo que no se debe ignorar para gestionar el talento
Existen una serie de elementos acerca de la categoría talento que no se deben ignorar, si se quiere gestionar en las organizaciones, entre ellos se encuentran:
- ¿A qué se le denomina talento?
- ¿Cuál es su relación con categorías como. inteligencia, creatividad, conocimiento, competencias?
- ¿El talento nace o se hace?
- ¿Cuáles son los condicionantes sociales del talento?
- ¿Cuál es la relación entre el talento y la edad?
- ¿Qué implicaciones tiene para el talento el área del conocimiento a la que se dedique el sujeto?
- ¿Cómo las personas pueden auto desarrollar su talento?
Tener en cuenta estos elementos y cómo ha sido estudiada esta categoría, desde la óptica de diferentes ciencias, es importante porque no se puede gestionar un fenómeno que no se domina, que no se sabe lo que es. La advertencia es importante porque, en ocasiones, se confunde la gestión del talento con la gestión del conocimiento, con la gestión de competencias y con la gestión de los recursos humanos o del capital humano en general.

Hoy en día, las organizaciones aún están aprendiendo a relacionarse con las personas de manera cada vez más humana y participativa, si las personas representan capital humano, son tratadas como asociadas de la organización y proveedoras de conocimiento, habilidades y competencias. En este caso, los seres humanos se convierten en sujetos activos de la administración, pues proveen a la organización de insumos que la hacen funcionar y la dirigen al éxito.

## La planeación de carrera profesional como herramienta para el desarrollo del talento humano
De acuerdo con Werter, Davis y Guzmán (2014) las modernas estrategias corporativas deben disponer de un adecuado equilibro de talento en el recurso humano. Para ello, se ha sugerido implementar planes que permitan desarrollar la carrera profesional de sus elementos a la par de la misma organización. 

La carrera profesional se compone de las tareas y puestos que desempeña el individuo en su vida profesional. La planeación de la carrera profesional se relaciona entonces, con los objetivos profesionales, y aquí es donde encontramos la labor de la organización o del departamento de capital humano para orientar a sus colaboradores en cómo y cuándo alcanzarlos. 
El departamento de capital humano debe apoyar el desarrollo de esta carrera, pero hay que dejar el esfuerzo y decisión de lograr el éxito a la persona. 
Además de orientar al personal, el departamento también deberá comprometerse con éste en la creación de oportunidades de crecimiento y actualización permanente, dichos esfuerzos se verán recompensados en la satisfacción de sus trabajadores y el logro de los objetivos organizacionales.